# 34304 Alainagarza
2000 QB178 (asteroide 34304) é um asteroide da cintura principal. Possui uma excentricidade de 0.07043710 e uma inclinação de 5.32990º.
Este asteroide foi descoberto no dia 31 de agosto de 2000 por LINEAR em Socorro.